# Faro Culebrita
El Faro Culebrita es la única estructura de la época española que queda en el archipiélago de Culebra, en Puerto Rico. La construcción del faro comenzó el 25 de septiembre de 1882, y se completó el 25 de febrero de 1886. La Corona española construyó el faro para ayudar a proteger su reclamación sobre la isla principal de Culebra. Es el más oriental de los faros de Puerto Rico. 
Guía a la navegación a través del Paso de la Virgen y paso de Vieques en conexión con el sistema de faros de Puerto Rico con el faro del cabo San Juan. Fue uno de los faros más antiguos en funcionamiento en el Caribe hasta 1975, cuando la Armada y la Guardia Costera de EE. UU. cerraron la instalación. La Guardia Costera de los Estados Unidos ha sustituido la instalación con un faro de luz solar. El Faro de Culebrita fue registrado en el registro nacional de lugares históricos en 22 de octubre de 1981; sin embargo, no se ha trabajado para mantener la instalación.